# Anaphes gabitzi
Anaphes gabitzi är en stekelart som först beskrevs av Soyka 1953.  Anaphes gabitzi ingår i släktet Anaphes och familjen dvärgsteklar. Inga underarter finns listade i Catalogue of Life.